# Стынгтраенг

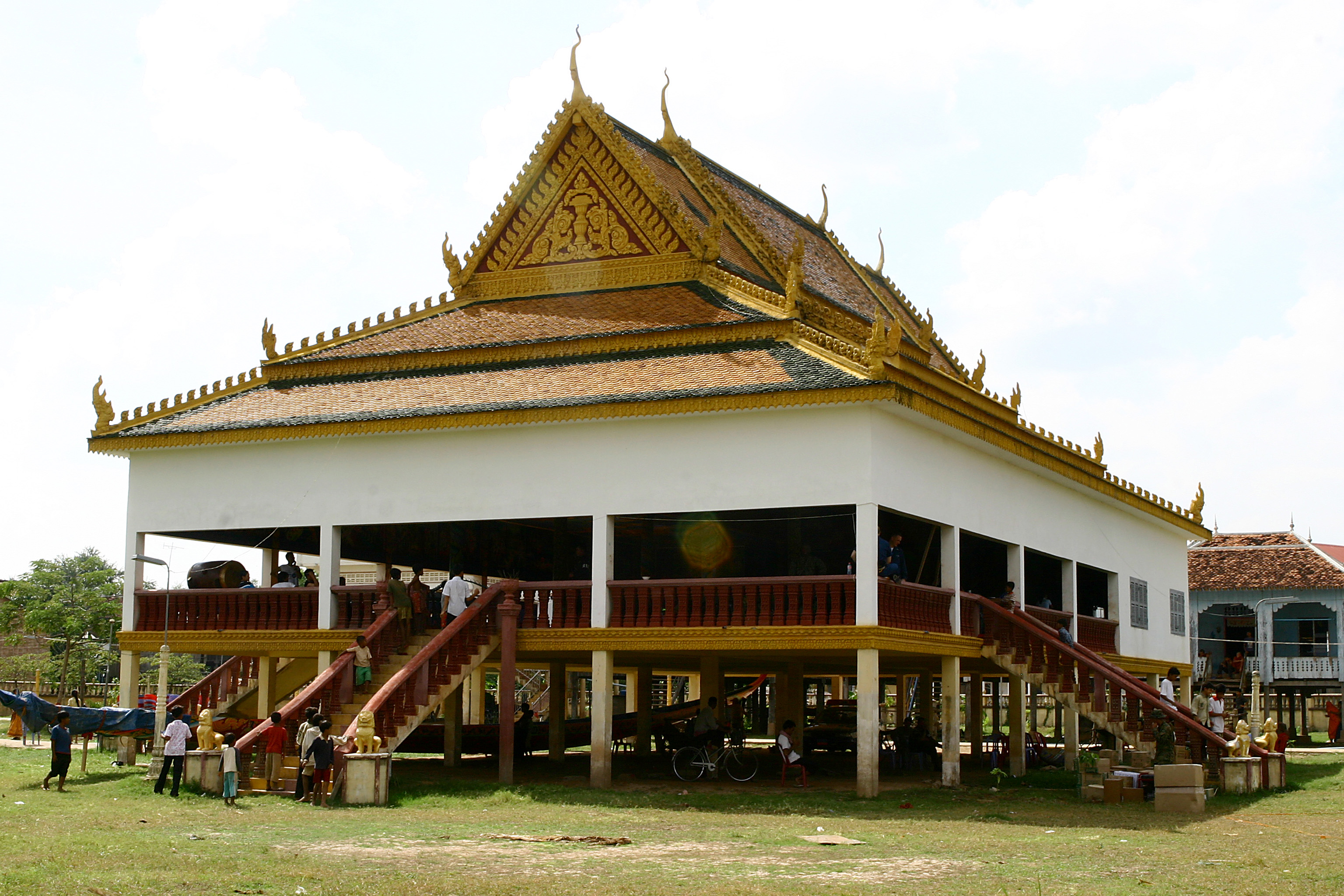
Буддийский храм в провинции Стынгтраенг

Стынгтраенг (кхмер. ស្ទឹងត្រែង, /stɘŋ traeːŋ/) — провинция в северо-восточной части Камбоджи.

## История
Изначально территория современной провинции была частью Кхмерской империи, затем — лаосского королевства Лансанг, а ещё позже — лаосского королевства Тямпасак. Провинция была уступлена Камбодже в период Французского Индокитая в 1904 году.

## География
Граничит с камбоджийскими провинциями Ратанакири (на востоке), Кратьэх (на юге), Кампонгтхом (на юго-западе), Прэахвихеа (на западе), а также с Лаосом (на севере). Река Меконг пересекает провинцию в направлении с севера на юг. Административный центр — одноимённый город. Площадь составляет 11 092 км².

## Население
По данным на 2013 год численность населения составляет 127 798 человек. По данным переписи 2008 года население насчитывало 111 671 человек.
Динамика численности населения провинции по годам:
| 1998   | 2005    | 2008    | 2013    |
| ------ | ------- | ------- | ------- |
| 81 074 | 103 933 | 111 671 | 127 798 |

## Административное деление
В административном отношении провинция подразделяется на 5 округов:
| Код  | Рус.          | Кхмерск. |
| ---- | ------------- | -------- |
| 1901 | Сесан         | សេសាន      |
| 1902 | Сием Боук     | សៀមបូក     |
| 1903 | Сием Панг     | សៀមប៉ាង     |
| 1904 | Стынгтраенг   | ស្ទឹងត្រែង   |
| 1905 | Тхала Бариват | ថាឡាបារីវ៉ាត់   |